# フレッド・ヒルデブラント
フレッド・ヘルマン・ヒルデブラント(英語：Fred Hermann Hildebrandt, 1874年8月2日 -  1956年1月26日)は、アメリカ合衆国の政治家。所属政党は民主党。連邦下院議員(3期)やサウスダコタ州下院議員を務めた。

## 経歴・人物
ヒルデブラントは1874年8月2日にウィスコンシン州ワシントン郡ウェストベンドで生まれた。同州フォンデュラク郡ウォーバンの公立高校を卒業後、1900年にサウスダコタ州ウォータータウンに移り、シカゴ・アンド・ノース・ウエスタン鉄道に入社。1932年に下院議員に選出されるまで同社に勤務しながら、サウスダコタ州下院議員、サウスダコタ州狩猟漁業委員会委員長などを歴任した。
1932年選挙に民主党から出馬して当選し、以後3選を果たした。1938年選挙で上院議員選挙に出馬するも民主党予備選で落選した。1940年大統領選挙では、フランクリン・ルーズベルト候補の選挙人として出馬するも、共和党のウェンデル・L・ウィルキー候補の選挙人団に敗れた。1942年には下院議員選挙に出馬したが、共和党のカール・ムントに敗れている。政界引退後はサウスダコタ州ウォータータウンに移った。1956年1月26日、フロリダ州マナティ郡ブレイデントンで死去。ウォータータウンのマウントホープ墓地に埋葬された。